# Cortivazol

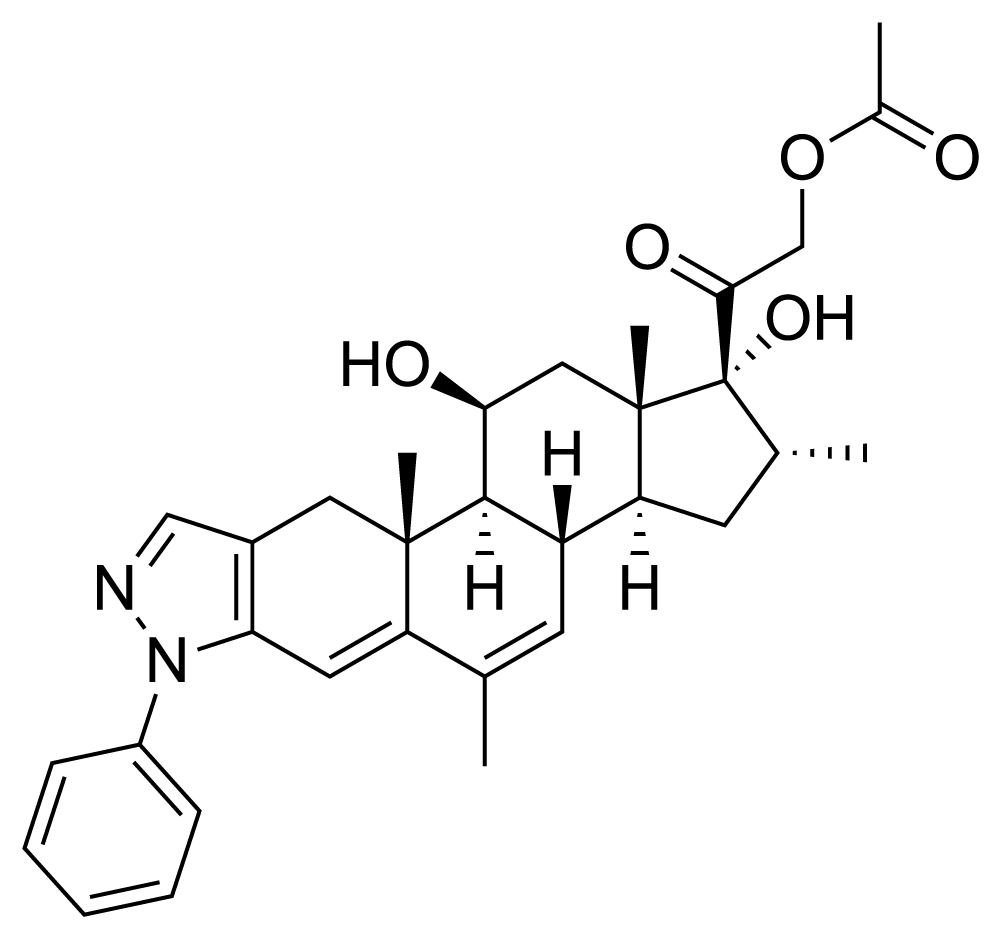
Estrutura química do cortivazol.

Cortivazol é um fármaco do grupo dos glicocorticóides. A sua potência é de maior monta em relação a prednisolona, sendo que 0,3 mg de cortivazol são equivalentes a 5 mg de prednisolona.
É utilizado em patologias inflamatórias e imunossupressoras, sem agir na doença ocasionante.